# Siemomysł
Fils de Lestko ou Lech, Siemomysl (en polonais : Siemomysł) est le troisième duc des Polanes (Polanie) évoqué par Gallus Anonymus dans sa chronique Cronicae et gesta ducum sive principum Polonorum écrite vers 1113.
Il serait le père de Mieszko Ier, le premier souverain historique polonais. Il aurait régné au milieu du Xe siècle réunissant sous son autorité les territoires des Polanes, des Goplanes et des Mazoviens. Il aurait transmis à son fils ces territoires connus aujourd’hui sous le nom de Grande-Pologne.
Mieszko Ier lui aurait succédé vers 962.
On ignore le nom de l'épouse ou des épouses de Siemomysł. Une hypothèse avance que la fille de Włodzisław prince de la tribu des Lędzianie serait l'épouse de Siemomysł mais il n'existe aucune preuve permettant de l'étayer. Ensuite il a été avancé que cette épouse se nommait Gorka, mais Oswald Balzer a réfuté dès 1895 ce point de vue.
D'après la source très controversée Gesta Wulinesis (sv), la fille de Mieszko, Świętosława, aurait été nommée d'après sa grand-mère paternelle.